# Técnica de Dogliotti
Técnica de Dogliotti ou Princípio de Dogliotti é um princípio da anestesia epidural descrito pela primeira vez pelo Professor Achille Mario Dogliotti em 1933. É um método para a identificação do espaço epidural, um espaço potencial. Conforme a agulha avança através do ligamento amarelo ao espaço epidural, com pressão constante aplicada no êmbolo de uma seringa, ocorre a perda de resistência quando a agulha entra no espaço epidural devido à mudança de pressão. A identificação deste espaço, permite a administração subsequente de anestesia epidural, uma técnica utilizada principalmente para analgesia durante parto.